# U 29 (U-Boot, 1974)
Das U 29 war ein deutsches U-Boot der Klasse 206 A.

## Geschichte
Das U-Boot wurde von der HDW Kiel gebaut und am 10. Januar 1972 auf Kiel gelegt. Am 5. November 1973 erfolgte der Stapellauf, die Indienststellung am 27. Januar 1974. Das U-Boot gehörte zur Klasse 206 Alpha. Es gehörte zum 3. Ubootgeschwader und war in Eckernförde stationiert.

## Verbleib
Das U-Boot wurde nach einer 32-jährigen Dienstzeit am 31. Januar 2006 außer Dienst gestellt und trat seine letzte Reise nach Aliağa in der Türkei an, um dort verschrottet zu werden. Der U-Boot-Typ 206 Alpha wurde durch die neue U-Boot-Klasse 212 Alpha ersetzt.